# Craig Lincoln
Craig Howard Lincoln (* 7. Oktober 1950 in Minneapolis, Minnesota) ist ein ehemaliger US-amerikanischer Wasserspringer, der an den Olympischen Sommerspielen 1972 in München teilnahm.
Craig Lincoln gewann seine erste nationale Meisterschaft im Jahr 1970, als er bei den Amateur-Athletic-Union-Meisterschaften vom 3-Meter-Brett den Freiluft-Titel gewann. Im folgenden Jahr konnte er bei den Hallenmeisterschaften einen weiteren Titel vom 1-Meter-Brett erringen, bevor er dann bei den Panamerikanischen Spielen Silber vom 3-Meter-Brett gewann.
Seinen größten Erfolg feierte er im Jahr 1972. Nachdem er im März bei den National-Collegiate-Athletic-Association-Meisterschaften vom 3-Meter-Brett siegreich war, errang er für die USA die Bronzemedaille bei den olympischen Spielen hinter Wladimir Wassin und Franco Cagnotto.